# Un altro mondo è possibile
Pour plus de détails, voir Fiche technique et Distribution.
Un altro mondo è possibile (litt. « Un autre monde est possible » en italien) est un film documentaire italien sorti en 2001. 
Conçu par Francesco Maselli et réalisé par un collectif de 34 réalisateurs, le film documente les journées de préparation et de protestation populaire lors du sommet du G8 à Gênes du 19 au 22 juillet 2001.

## Fiche technique
- Titre italien original : Un altro mondo è possibile[1],[2]
- Conception : Francesco Maselli
- Réalisation : Alfredo Angeli, Giorgio Arlorio, Mario Balsamo, Giuliana Berlinguer, Maurizio Carrassi, Guido Chiesa (it), Francesca Comencini, Massimo Felisatti, Nicolò Ferrari, Gianfranco Fiore, Massimiliano Franceschini, Andrea Frezza (it), Giuliana Gamba, Roberto Giannarelli, Franco Giraldi, Simona Izzo, Wilma Labate, Salvatore Maira, Francesco Ranieri Martinotti, Mario Monicelli, Paolo Pietrangeli, Gillo Pontecorvo, Nino Russo (it), Gabriele Salvatores, Massimo Sani (it), Stefano Scialotti, Pasquale Scimeca (it), Ettore Scola, Daniele Segre (it), Carola Spadoni, Sergio Spina, Ricky Tognazzi, Fulvio Wetzl (it), Francesco Maselli
- Photographie : Federico Angelucci, Sara Bertelà (it), Renato Bianchi (it), Luca Bigazzi, Stefano Coletta (it), Armando Costantino, Marco Cucurnia, Felice de Maria, Cristina De Ritis, Franco Di Giacomo, Maurizio Di Loreti, Carlo Di Palma, Nicolò Ferrari, Dino Giarrusso, Federico Greco, Massimiliano Guerrisi, Gianmarco Guglietta, Marco Lassalaz, Frizzi Maniglio, Giulio Marcello, Marco Morabito, Stefano Moser, Daniel Mularoni, Fabrizio Notari, Ignazio Oliva, Malcom Pagani, Stefano Palombi, Roberto Romei, Paolo Santolini, Francesco Tanzi, Dennis Usher, Massimiliano Violante
- Montage : Francesca Calvelli
- Musique : Pasquale Filastro, Ennio Morricone
- Production : Mauro Berardi (it)
- Société de production : Luna Rossa Cinematografica
- Pays de production :  Italie
- Langues originales : italien
- Format : couleur - Son stéréo - 35 mm
- Durée : 60 minutes / 120 minutes
- Genre : Documentaire
- Dates de sortie :
  - Italie : 25 novembre 2001